# 1740-е

## Догађаји и трендови
- 1740. — Фридрих II постаје краљем Пруске.
- 1740. — глад у Ирској, која је трајала двије године, је убила 10% становништва.
- 1740. — започео је Рат за аустријско насљеђе.
- 1741. — Руси почињу да насељавају Алеутска острва.
- 1741. — Јелисавета I постаје царицом Русије.
- 1741. — папа Бенедикт XIV издаје Immensa Pastorum principis против ропства.
- 1744. — Мохамед ибн Сауд оснива прву саудијску државу.
- 1747. — Ахмед Шах Дурани оснива Дуранско царство на подручју данашњег Авганистана.

## Култура
- 1741. — рођен Доситеј Обрадовић.